# Coppa LEN 2013-2014 (pallanuoto femminile)
La Coppa LEN 2013-2014 (Women LEN Trophy 2013-2014) è stata la XV edizione del secondo trofeo europeo femminile di pallanuoto riservato a squadre di club.
A differenza delle edizioni precedenti, a causa dello scarsissimo numero di squadre femminili iscritte alle due competizioni europee, si è deciso di far partire la manifestazione direttamente dalla Final Four, ammettendo le squadre eliminate nei quarti di finale della LEN Euro League Women 2013-2014, per un totale di sole quattro squadre partecipanti.

## Final Four
La Final Four si disputerà a Firenze tra venerdì 4 e sabato 5 aprile 2014. La scelta della sede e il sorteggio degli accoppiamenti di semifinale si è tenuta il 13 marzo.

### Semifinali
| Arbitri: | Bender Buch |

|                                                                 |           |                                              |
| 3: Avramidou 2: Bujka 1: Tetzalidou, E. Plevitrou, Manolioudaki | Marcatori | 2: Prokof'eva 1: Simanovič, Krimer, Beliaeva |

| Arbitri: | O'Brien Reemnet |

|                                                                    |           |                                                                   |
| 4: Craig 3: Lapi 2: Motta, Colaiocco, Bartolini 1: Ferrini, Giachi | Marcatori | 3: Tankeeva, Timofeeva 2: Isakova 1: Nizheboichenko, Pustynnikova |

### Finale 3º posto
| Arbitri: | O'Brien Bender |

|                                                 |           |                                                                                                  |
| 3: Simanovič 2: Okuneva, Ryzhkova 1: Kirilcheva | Marcatori | 5: Shepelina 4: Pustynnikova, Ivanova 2: Nukhova, Timofeeva 1: Nizheboichenko, Isakova, Tankeeva |

### Finale
| Arbitri: | Buch Reemnet |

|                                              |           |                                                |
| 4: Manolioudaki 2: M. Plevitrou, Bujka, Knox | Marcatori | 4: Bartolini 2: Motta 1: Lapi, Repetto, Giachi |

## Classifica marcatrici
Aggiornata al 5 aprile 2014
| Gol |  |  | Giocatore                  | Squadra               |
| --- |  |  | -------------------------- | --------------------- |
| 6   |  |  | Giulia Bartolini           | Firenze               |
| 5   |  |  | Natalia Shepelina          | Jugra Chanty-Mansijsk |
| 5   |  |  | Evgeniia Pustynnikova      | Jugra Chanty-Mansijsk |
| 5   |  |  | Anna Timofeeva             | Jugra Chanty-Mansijsk |
| 5   |  |  | Triantafyllia Manolioudaki | Olympiakos            |
| 4   |  |  | Kameryn Craig              | Firenze               |
| 4   |  |  | Anastasija Simanovič       | Kinef Kiriši          |
| 4   |  |  | Evgenija Ivanova           | Jugra Chanty-Mansijsk |
| 4   |  |  | Ekaterina Tankeeva         | Jugra Chanty-Mansijsk |
| 4   |  |  | Barbara Bujka              | Olympiakos            |
| 4   |  |  | Silvia Motta               | Firenze               |
| 4   |  |  | Allegra Lapi               | Firenze               |
| 3   |  |  | Alkisti Avramidou          | Olympiakos            |
| 3   |  |  | Liubov Isakova             | Jugra Chanty-Mansijsk |
| 2   |  |  | Ekaterina Prokof'eva       | Kinef Kiriši          |
| 2   |  |  | Marta Colaiocco            | Firenze               |
| 2   |  |  | Natalia Okuneva            | Kinef Kiriši          |
| 2   |  |  | Daria Ryzhkova             | Kinef Kiriši          |
| 2   |  |  | Aigul Nukhova              | Jugra Chanty-Mansijsk |
| 2   |  |  | Mariia Nizheboichenko      | Jugra Chanty-Mansijsk |
| 2   |  |  | Margarita Plevitrou        | Olympiakos            |
| 2   |  |  | Bronwen Knox               | Olympiakos            |
| 2   |  |  | Gloria Giachi              | Firenze               |
| 1   |  |  | Evdokia Tetzalidou         | Olympiakos            |
| 1   |  |  | Eleftheria Plevitrou       | Olympiakos            |
| 1   |  |  | Kseniia Krimer             | Kinef Kiriši          |
| 1   |  |  | Olga Beliaeva              | Kinef Kiriši          |
| 1   |  |  | Bianca Ferrini             | Firenze               |
| 1   |  |  | Laura Repetto              | Firenze               |